# Жак Деми
Жак Деми (фр. Jacques Demy; Поншанто, Атлантска Лоара, 5. јун 1931 – Париз, 27. октобар 1990) био је француски режисер и сценариста. Појавио се на сцени у зачетку Француског Новог таласа уз савременике као што су Жан-Лик Годар и Франсоа Трифо. Демијеви филмови су широко познати и цењени због свог препознатљивог визуелног стила, који црпи инспирацију из мноштва различитих извора - мјузикала класичног Холивуда, реализма присутног у документарцима других режисера Француског Новог таласа, бајки, џеза, јапанских манги и опере. Његови филмови садрже међусобно преплитање (ликови из једног филма често прелазе у други), бујне музичке нумере (обично компоноване од стране композитора Мишела Леграна) и мотиве попут тинејџерске љубави, права радника, инцеста и преплитања стварности и снова. Његови најпознатији филмови су два мјузикла која је режирао средином шездесетих: Шербуршки кишобрани (1964) и Госпођице из Рошфора (1967).

## Живот

### Детињство и младост
Жак је рођен у Поншантоу, општини у департману Атлантска Лоара, одакле му потиче породица са очеве стране. Имао је млађег брата Ивона и сестру Хелену. Мајка му је радила као фризерка а отац, Рејмон Деми, је био механичар у Нанту и надао се да ће Жак, као најстарији син, преузети посао у гаражи. Родитељи су му били велики љубитељи филмова, опера и оперета, што се одразило и на Жака, који је често посећивао луткарско позориште у Нанту. Брзо је почео да се бави извођењем: са четири године смишљао је луткарске представе, а са девет се играо малим филмским пројектором. Нешто касније почео је да прави анимиране филмове техником сликања на филмској траци. До своје четрнаесте године (која се поклопила са крајем Другог светског рата) већ је био истински љубитељ филмова, читајући рецензије из француских филмских часописа и посећујући филмски клуб у Нанту. Крајем 1944. купује своју прву камеру. 
Бомбардовање Нанта од стране Савезника 1943. и 1944. оставиће трајни утицај на младог Жака. Бег из сурове реалности тражио је у световима из своје маште, што ће касније обликовати његов препознатљиви стил. 
Ускоро почиње да прави игране филмове и документарце. Током овог периода упознаје режисера Кристијан-Жака који је у то време пролазио кроз Нант, и који га је охрабрио и погурао Демијевог оца да прихвати позив младог Жака. Уз његову помоћ Деми 1949. одлази у Париз где две године похађа часове Техничке школе фотографије и кинематографије. На крају школовања режира кратки филм Мртви Хоризонти (Les Horizons morts).

### Лични живот
Док је био студент, Деми није знао ниједан страни језик. Током шездесетих, уз помоћ часова, стажирања и времена проведеног у САД, научио је енглески, а нешто касније и руски. Раних седамдесетих, по узору на Леграна, добио је дозволу за управљање путничким авионом.
На Фестивалу кратког филма у Туру 1958. упознаје режисерку Ањес Варду, најутицајнију редитељку Новог таласа. Пар се венчао 1962. Заједно су имали сина, Метјуа Демија (рођеног 1972.), а Жак је усвојио Розали Варду, Ањесину ћерку из претходне везе са Антоаном Бурсељеом. Оба детета ће се касније бавити филмом. Деми и Варда су заједно поседовали кућу у Паризу и посед са старом воденицом на острву Ноармутје у Вандеји, где су снимљени кадрови филма Жако из Нанта (Jacquot de nantes, 1991). Филм је настао на основу Демијевих аутобиографских записа, сведочења о његовом детињству и љубави ка позоришту и филму која га је пратила читав живот. Поред овог, Варда је одала почаст свом супругу након његове смрти и у филмовима  Госпођице пуне 25 (Les demoiselles ont eu 25 ans, 1993), снимљеном поводом двадесетпетогодишњице филма Госпођице из Рошфора, Свет Жака Демија (L’univers de Jacques Demy, 1995), својеврсну биографију Демија састављену од интервјуа и инсерата из филмова, и Плажа Ањес Варде (Les plages d’Agnes, 2008), аутобиографски филм у коме одаје почаст супругу.
Жак Деми је преминуо 27. октобра 1990. са педесет девет година. Званично је објављено да је узрок смрти био рак. Варда је тек 2008. открила да је прави узрок била сида. Пре своје смрти Жак није желео да прави узрок буде познат јавности. Сахрањен је на гробљу Монпарнас у Паризу. Један од округа Париза данас носи његово име.

## Стил и утицај
Деми је био један од романтика француског филма. Мада се стилски разликовао од других пионира Новог таласа (Годара, Трифоа, Ромера итд.), његови филмови су подједнако смели и маштовити. Док су други припадници Новог Таласа настојали да крше до тада успостављена правила и начела филма, тиме развијајући потпуно нову филмску естетику, Деми је просто узео већ постојећу филмску форму - холивудски мјузикл - и адаптирао је по сопственом нахођењу, стварајући нешто иновативно и свеже, стилом који се може назвати "поетским неореализмом". Његови филмови су у домену фантазије - подсећају на бајке које узимају једноличну стварност и обликују је у нешто чаробно, али испод којих се и даље назиру туга и пропадање свакодневног живота. Мада тек сада виђен као један од великих француских режисера (делом захваљујући труду Ањес Варде), нема сумње да Демијеви филмови представљају неке од најоригиналнијих и најмаштовитијих филмова Новог таласа и да настављају да инспиришу режисере широм света.

## Каријера
Након завршетка војног рока Деми је одлучио да се посвети анимацији, сарађујући са аниматором Полом Гримолом. Након неколико сопствених неуспелих пројеката окреће се ка документарцима и као асистент сарађује са режисером Жоржом Руквијеом, који и подржава настанак Демијевог првог комерцијалног филма, Le Sabotier du Val de Loire (1955), кратког документарног филма о заборављеном сеоском занату прављења кломпи. Деми је за филм добио почасну похвалу на Међународном филмском фестивалу у Берлину 1956.
Током сарадње са Руквијеом, Деми добија прилику да упозна чувеног писца и песника, Жана Коктоа, који му, одушевљен његовим радом, даје права да адаптира једну кратку драму, Le Bel Indifférent, Демијево прво искуство са режирањем фикције. У наредне три године Деми ће режирати још три значајна кратка филма.

### Истакнути дугометражни филмови

#### Лола(1961)
У својим позним двадесетим годинама, Деми режира свој дугометражни првенац - Лолу (Lola, 1961), којом одаје почаст свом хероју, режисеру Максу Офилсу и који прати истоимену плесачицу у кабареу. Првобитно назван Карта за Јоханезбург, филм је замишљен као екстравагантни пандан америчким мјузиклима, са мноштвом плесних и музичких нумера. Међутим, с обзиром да је буџет био знатно мањи од очекиваног, филм је снимљен у црно-белој техници, са скромном поставом глумаца и тек по којом музичком нумером. Упркос препрекама, Деми ствара изузетно осећајан и визуелно упечатљив филм, у ком се преплићу мотиви судбине и изгубљене љубави. Филм је донео славу Анук Еме, која тумачи главну женску улогу, и такође представља почетак Демијеве дугогодишње сарадње са композитором Мишелом Леграном.

#### Залив анђела(1963)
С обзиром на мањак буџета, Деми ни из другог покушаја није успео да оствари своју замисао о величанственом мјузиклу. Уместо тога, његов други филм - Залив анђела (La Baie des anges, 1963) је скромнија прича о жељи и пропадању, смештена у сунчани француски град - Ницу. Попут Лоле, филм је снимљен у црно-белој техници и има атмосферу која готово да подсећа на сан, али овог пута мрачнијег тона. Главну женску улогу у филму игра Жана Моро, која је у то време стекла популарност филмом Жил и Џим (Jules et Jim, 1962). Моро је више пута изјавила да јој је Деми био један од омиљених режисера.
Шербуршки кишобрани (1964)
Решен да коначно оствари своју идеју, Деми се овог пута окреће француској продунценткињи Маг Бодар. Тако настаје филм по ком је Деми можда и најпознатији - оригинални мјузикл Шербуршки кишобрани (Les Parapluies de Cherbourg, 1964), са Катрин Денев и Нином Кастелнуовом у главним улогама и музиком коју је писао Легран. Чудновата идеја да се сав дијалог одвија у форми певања поставља тон за ову љубавну причу и трагедију сваконевнице. У филму је такође присутан Демијев упечатљиви визуелни стил. Сваки кадар је снимљен у јаркој, засићеној боји, са сваким детаљем - краватама, тапетама, чак и блајханом косом Кетрин Денев - пажљиво одабраним ради максималног ефекта. Филм је повезан са Лолом (1960) ликом Ролана Касара који се појављује у оба филма, мотив присутан у више Демијевих филмова. 
Филм је убрзо задобио симпатије публике, али и критике. Номинован је за четири Оскара, и освојио две од најпрестижнијих француских филмских награда - награду Луј Делук у јануару 1964, а затим и Златну палму у Кану. Успех филма је донео међународну славу Кетрин Денев, Мишелу Леграну и Маг Бодар. Познати амерички писац Курт Вонегут изјавио да је очаран филмом. Филм се и дан данас сматра једном од најлепших (и најтужнијих) љубавних прича, и послужио је Дејмијену Шазелу као инспирација за филм Ла Ла Ленд.

#### Госпођице из Рошфора(1967)
Након претходног успеха, Деми одлучује да направи још амбициознији, екстравагантнији мјузикл. За помоћ при финансирању обраћа се америчком студију. Као плод ове сарадње настају Госпођице из Рошфора (Les Demoiselles de Rochefort, 1967), филм препун јарких боја, веселих музичких и плесних нумера и енергије. Да би филм било могуће рекламирати и за америчко тржиште студио је захтевао да се међу француским глумцима нађу и два позната америчка глумца-плесача. Тако су се постави придружиле две легенде америчког мјузикла - Џин Кели и Џорџ Чакирис, познат по улози у Причи са западне стране (West side story, 1961). Што се француске поставе тиче, главне женске улоге играју Кетрин Денев и њена рођена сестра Франсоаз Дорлеак (која је након снимања филма трагично погинула у саобраћајној несрећи), са мајком, коју тумачи Данијел Дарије. Мада је филм знатно веселији и оптимистичнији од Демијевих ранијих филмова, ипак задржава његов препознатљив меланхолични тон.

#### Цртачица модела(1969)
Жак ускоро добија позив да режира филм у САД, тако да се он и Варда привремено селе у Лос Анђелес. Његов први филм на енглеском језику, Цртачица модела (Model Shop, 1969), представља наставак Лоле, са Анук Еме поново у истоименој улози и рођен је из тадашње Демијеве фасцинације Лос Анђелесом и представљањем града из европске перспективе. Деми овога пута није имао пуну контролу над стварањем филма. На пример, за главну мушку улогу желео је Харисона Форда (који је у то време још био непознат филмској сцени), али је студио одлучио да његову улогу додели Гарију Локвуду, наводно сматрајући да Форд нема будућност у филмској индустрији. Мада је филм критички солидно оцењен, није достигао успех Демијевих ранијих филмова и тонски се не уклапа у остатак његове филмографије.

#### Магарећа кожа(1970)
Филм Магарећа кожа (Peau d'Âne, 1970) представља шарени, бајковити мјузикл, инспирисан истоименом бајком Шарла Пероа. Упркос проблемима са буџетом и ограничењима са сценографијом која су се услед тога јавила, Деми се успешно враћа свом препознатљивом стилу, поново сарађујући са Денев, Леграндом и Бодар. Мада наизглед весео и пун боја филм прича мрачнију причу о принцези која покушава да избегне удају за сопственог оца. Мотиву бајки Деми се враћа у филмовима Чаробни фрулаш (Le Joueur de flûte, 1972), свом најмрачнијем филму, и Женски Оскар (Lady Oscar, 1979), адаптацијом чувене манге Версајска ружа, популарне међу јапанским тинејџеркама тог доба.

#### Соба у граду(1982)
Филм Соба у граду (Une Chambre en Ville, 1982) са Доминик Сандом, Данијел Дарије и Ричардом Беријем у главним улогама сматра се најбољим филмом Демијеве позне каријере и једним од његових најодважнијих и најексперименталнијих. Прича је модерна адаптација Шекспировог комада Ромео и Јулија, а радња се одвија у Нанту у време насилних штрајкова радника. Мада је требало да Денев и Легран такође учествују у стварању филма, обоје су се повукли. Попут Шербуршких кишобрана, комплетан дијалог је у форми песме.

## Награде
- 1963: Награда Луј Делук за Шербуршке кишобране
- 1964: Златна палма у Кану за Шербуршке кишобране[6]

## Филмографија

### Кратки филмови
- 1952 : Мртви хоризонти (Les Horizons morts)
- 1955 : Le Sabotier du Val de Loire
- 1957 : Le Bel Indifférent
- 1958 : Музеј Греван (Musée Grévin)
- 1958 : Мајка и дете (La Mère et l'Enfant)
- 1959 : Ар (Ars)
- 1961 : Пожуда (La Luxure), сегмент филма Седам смртних грехова (Les Sept Péchés capitaux)

### Дугометражни филмови
- 1961 : Лола (Lola)
- 1963 : Залив анђела (La Baie des Anges)
- 1964 : Шербуршки кишобрани (Les Parapluies de Cherbourg)
- 1967 : Госпођице из Рошфора (Les Demoiselles de Rochefort)
- 1968 : Цртачица модела (Model Shop)
- 1970 : Магарећа кожа (Peau d'âne)
- 1972 : Чаробни фрулаш (Le Joueur de flûte )
- 1973 : Најважнији догађај од човековог хода по Месецу (L'Événement le plus important depuis que l'homme a marché sur la Lune)
- 1978 : Женски Оскар (Lady Oscar)
- 1980 : Рађање дана (La Naissance du jour) (телевизијски филм)
- 1982 : Соба у граду (Une chambre en ville)
- 1985 : Паркинг (Parking)
- 1988 : Сто који се окреће (La Table tournante)
- 1988 : Три места за 26 (Trois places pour le 26)

## Занимљивости
- Гугл је 5. јуна 2019. одао почаст Жаку Демију специјалним логотипом у част његовог 88. рођендана.[16]